# Anthem (compositie)
Anthems zijn composities in de Engelse kerkmuziek voor koren, met of zonder solopartijen, die worden gezongen in de ochtend- en avonddiensten van de Anglicaanse Kerk, de zogeheten Morning Prayers en Evensong. De term anthem is afgeleid van het Griekse antifona (antifoon).
De Morning Prayers zijn vergelijkbaar met de lauden, de Evensong heeft veel overeenkomsten met vespers. Anthems werden en worden gecomponeerd door vele Engelse componisten. William Byrd en Thomas Tallis schreven in de zestiende eeuw al anthems. In hun voetspoor schreven bijvoorbeeld Orlando Gibbons, William Boyce, Maurice Greene, Samuel Wesley, Charles Villiers Stanford, Edward Elgar, Ralph Vaughan Williams, Herbert Howells, John Ireland, John Rutter en Bob Chilcott talrijke composities.
Voor feestelijke gelegenheden schreven componisten anthems voor grote bezettingen, zoals de verschillende Coronation Anthems en Chandos Anthems van Georg Friedrich Händel. Ook Henry Purcell schreef in opdracht van het Engelse hof anthems voor grote bezetting, zowel voor koninklijke verjaardagen als voor begrafenissen (Funeral Anthems for Queen Mary).
Met een National Anthem bedoelt men in het Engels het nationale volkslied.